# Équipe cycliste The Hurricane & Thunder
L'équipe cycliste The Hurricane & Thunder est une équipe cycliste chinoise, ayant le statut d'équipe continentale depuis 2022.

## Classements UCI
L'équipe participe aux épreuves des circuits continentaux et principalement les courses du calendrier de l'UCI Asia Tour. Le tableau ci-dessous présente les classements de l'équipe sur ce circuits, ainsi que son meilleur coureur au classement individuel.
UCI Asia Tour
| UCI Asia Tour | UCI Asia Tour          | UCI Asia Tour                             | UCI Asia Tour |
| Année         | Classement par équipes | Meilleur coureur au classement individuel |               |
| ------------- | ---------------------- | ----------------------------------------- | ------------- |
| 2022          | 41e                    | Li Jinsong (282e)                         |               |
| 2023          | 40e                    | -                                         |               |
|               |                        |                                           |               |
| Source : UCI  |                        |                                           |               |

L'équipe est également classée au Classement mondial UCI qui prend en compte toutes les épreuves UCI et concerne toutes les équipes UCI.
| Classement mondial | Classement mondial     | Classement mondial                        | Classement mondial |
| Année              | Classement par équipes | Meilleur coureur au classement individuel |                    |
| ------------------ | ---------------------- | ----------------------------------------- | ------------------ |
| 2022               | 204e                   | Li Jinsong (2511e)                        |                    |
| 2023               | 184e                   | Daniel Crista (1494e)                     |                    |
|                    |                        |                                           |                    |
| Source : UCI       |                        |                                           |                    |

## The Hurricane & Thunder Cycling Team en 2022[2]
| Cycliste      | Date de naissance | Nationalité | Équipe 2021                                  |  |
| ------------- | ----------------- | ----------- | -------------------------------------------- |  |
| Huang Guoqing | 1er octobre 2002  | Chine       |                                              |  |
| Jiang Minxin  | 24 décembre 1994  | Chine       |                                              |  |
| Li Jiayuan    | 7 septembre 1998  | Chine       | Kunbao Sport Continental Cycling Team (2020) |  |
| Li Jinsong    | 26 avril 1997     | Chine       | Ningxia Sports Lottery Cycling Team          |  |
| Liu Manyu     | 29 novembre 1998  | Chine       |                                              |  |
| Miao Hao      | 23 juillet 1988   | Chine       |                                              |  |
| Tan Dongbei   | 16 avril 2002     | Chine       |                                              |  |
| Wang Ziyi     | 4 mars 1991       | Chine       |                                              |  |
| Xing Tongzhou | 2 octobre 2002    | Chine       |                                              |  |
| Xu He         | 31 octobre 1997   | Chine       |                                              |  |
| You Liming    | 6 octobre 1999    | Chine       | Ningxia Sports Lottery Cycling Team          |  |
| Zhao Zishan   | 28 mars 1997      | Chine       |                                              |  |
| Zou Qingdong  | 28 mars 1991      | Chine       |                                              |  |